# Ostrowieczno
Ostrowieczno – wieś w Polsce położona w województwie wielkopolskim, w powiecie śremskim, w gminie Dolsk.
Wieś położona 2,4 km na wschód od Dolska przy drodze powiatowej nr 4082 z Dolska do Mchów przez Ługi u stóp najwyższego pasma Pagórków Dolskich. We wsi znajduje się skrzyżowanie z drogą powiatową nr 4085 z Nowieczka do Księginek.
O dawnym osadnictwie świadczą dwa grodziska. W 1258 wieś pierwszy raz była wymieniona w dokumentach pod nazwą Ostroveczno. Podzielona, należała wówczas do biskupów poznańskich, klasztoru Benedyktynów z Lubinia i miejscowego rycerstwa. W 1672 spłonął kościół św. Stanisława z XIII wieku, pozostałością po nim jest Kościelna Góra.
Atrakcjami wsi są:
- Czarna Góra o wysokości 149 m n.p.m.
- Stara szkoła z 1903.
- Kapliczka z figurą Matki Boskiej.
- Grodziska: jedno na szczycie Kościelnej Góry, drugie na wyspie na Jeziorze Ostrowieczno.
- Jezioro Ostrowieczno, obecnie stanowi własność prywatną.

Znajdował się tam również Ośrodek Wypoczynkowy należący do Odlewni Żeliwa w Śremie zaś później należący do osoby prywatnej. Z czasem Ośrodek został opuszczony i zostały tylko ruiny. W 2018 roku Ośrodek Wypoczynkowy został rozebrany i nie pozostało po nim ani śladu.
W latach 1954–1959 wieś była siedzibą gromady Ostrowieczno, po jej zniesieniu w gromadzie Dolsk. W latach 1975–1998 miejscowość administracyjnie należała do województwa poznańskiego.